# Émeutes de Ramnad
Les émeutes de Ramnad, également connues sous le nom d'émeutes de Mudukulathur, sont une série d'affrontements violents qui se sont produits entre juillet et septembre 1957 dans le district de Ramanathapuram et dans le sud du Tamil Nadu, en Inde. La violence a eu lieu entre les Thevars (en) soutenant le Forward Bloc et les Dalit Pallars pro-Congrès, et a été déclenchée par une élection partielle tenue à la suite des élections à l'Assemblée législative de Madras (en) plus tôt cette année-là. 42 Dalits ont été tués pendant les émeutes.

## Contexte

### Traitement des Dalits
Le district de Ramanathapuram était réputé pour sa brutale discrimination fondée sur les castes à l'époque coloniale des années 1930. Les Dalits se sont vu refuser tout type de symboles liés à une position sociale supérieure. Dans son livre, JH Hutton, alors commissaire au recensement, expliquait les huit restrictions imposées aux Dalits par les castes supérieures (en), notamment l'interdiction d'utiliser des bijoux, des ornements et l'éducation. Ce système a ensuite été rétabli avec une collection plus stricte de 11 restrictions.

### Ascension des Dalits
Dans les années 1930, avec le soutien de missionnaires chrétiens, les Dalits sont devenus éduqués et renforcés économiquement. La migration et la conversion religieuse dans une certaine mesure, leur ont permis d'accéder à l'emploi et à l'éducation et ainsi ils ont commencé à s'affirmer. Mais d'un autre côté, les Thévares sont restés défavorisés dans l'éducation et, comme le rapporte l'arrêté du gouvernement en 1957, ils ne peuvent "s'aligner sur la réalité démocratique actuelle et ne peuvent accepter que le système féodal soit en train de disparaître rapidement".
En raison de la montée d'Immanuvel Devendrar (en), il y a eu un énorme changement dans la société sous la forme d'une résistance à l'exploitation des castes par les travailleurs des basses castes et des Dalits, en particulier dans les quartiers sud ainsi que des mouvements de gauche dans le district de Thanjavur. Cela a conduit à une prise de conscience accrue parmi les Dalits, qui ont utilisé les opportunités disponibles au gouvernement par le biais de la politique de réservation. Le spécialiste des sciences sociales MSS Pandian a décrit que la migration vers des pâturages plus verts et le retour plus tard dans leurs villages et l'investissement dans l'agriculture ont amélioré leur base financière, ce qui a finalement conduit les Dalits à commencer à s'affirmer.

## Élections
Le Comité de réforme du Congrès (en) (CRC) a été formé un mois avant les élections de 1957 au Lok Sabha et à l'Assemblée législative de Madras, et a rapidement commencé à coopérer avec le All India Forward Bloc (AIFB) de U. Muthuramalingam Thevar (en). Le CRC-AIFB a contesté 59 sièges aux élections législatives, 54 candidats du CRC et cinq candidats de l'AIFB. Il y avait aussi un accord informel avec le Parti communiste indien, qui ne s'opposait pas au CRC.
Aux élections générales de 1957, U. Muthuramalingam Thevar avait contesté à la fois le siège parlementaire de Srivilliputhur et le siège de Mudukulathur (en) à l'Assemblée législative de Madras. Il a remporté les deux, battant les candidats du Congrès. Le CRC-AIFB combiné a formulé un manifeste électoral en 12 points et est devenu la principale alliance d'opposition lors de ces élections, mais n'a pas pu vaincre le gouvernement du Congrès. Le CRC a remporté 14 sièges et l'AIFB en a remporté trois. La moitié des sièges remportés provenaient des districts de Ramnad et de Madurai. Après les élections, un groupe conjoint d'opposition au CRC a été formé à l'Assemblée législative pour contrer la candidature de Dravida Munnetra Kazhagam (qui disposait de 16 sièges) pour occuper le poste de chef de l'opposition. Bientôt, cinq membres de l'Assemblée indépendante ont rejoint le groupe d'opposition CRC, et VK Ramaswamy Mudaliar a été élu chef. Après l'élection, Thevar a choisi de conserver son siège parlementaire et une élection partielle a été convoquée pour la circonscription de l'assemblée de Mudukulathur.
L'élection partielle a eu lieu le 1er juillet et lorsque les résultats ont été publiés le 4 juillet, la situation dans la région s'est tendue. Le candidat du Forward Bloc TL Sasivarna Thevar a remporté l'élection. Peu à peu, des incidents d'affrontements violents entre Thevars (qui soutenait généralement le Forward Bloc) et le pro-Congrès Devendrakula Velalar (en) ont commencé à se produire. Initialement, ces affrontements étaient limités à une poignée de villages, mais après un certain temps, la violence s'est propagée dans toute la circonscription. Afin d'offrir des sacrifices au temple de Badrakali, les Maravares ont enlevé neuf hommes dalits du village de Katamangalam et les ont emmenés.

## Émeutes
Une "conférence de paix" s'est tenue le 10 septembre, à laquelle ont participé U. Muthuramalinga Thevar (qui était rentré la veille de Delhi), TL Sasivarna Thevar et Velu Kudumbar du parti Forward Bloc, une délégation de six représentants de Devendrakula Velalar du Congrès parti et Veluchamy Nadar et Soundara Pandian de Kamuthi (un représentant de la caste Nadar). La conférence a été convoquée par le collecteur du district de Ramnad. La réunion de paix a eu lieu dans un village voisin appelé Mudukulathur. Initialement tous les délégués, y compris Immanuvel Sekaran et le percepteur du district, ont fait appel à Thevar pour faire campagne pour la paix dans toutes les zones touchées par les émeutes, mais Veluchamy Nadar n'était pas d'accord. Les délégués à la conférence ont finalement décidé de faire des déclarations de manière indépendante.
Le 11 septembre, Immanuvel Sekaran, membre de la délégation du Congrès à la conférence de paix, a été assassiné à Paramakudi par des Maravars.
Le 13 septembre, des affrontements ont éclaté à Arumkulam. Cinq Devendrakula Velalar et trois Thevars ont été tués et leurs corps ont été jetés dans le feu. Deux des Thevars et un des Devendrakula Velalar étaient des femmes.
Le 14 septembre, un groupe de policiers armés est entré dans le village de Keelathooval afin d'arrêter des suspects dans l'affaire du meurtre d'Immanuvel Sekaran. Cinq Thevars ont été tués dans des tirs de la police. Selon des sources de Forward Bloc, les cinq ont eu les yeux bandés et ont été exécutés. Une commission d'enquête de la police a par la suite réfuté cette affirmation.
Le 16 septembre, des affrontements ont éclaté dans des villages tels que Veerambal, Arumbakkan, Irulandapatti et Sandakottai. Dans ces deux derniers endroits, seize Devendrakula Velalar, dont une femme, furent tués par des Kallars. Le même jour, le village de Thevar d'Ilanchambol a été attaqué par une foule de Devendrakula Velalar ; le village avait été déserté par la police deux jours plus tôt. Deux Thevars ont été tués dans l'attaque. L'attaque a été interrompue lorsque les Thevars du village voisin de Keelapanayur sont arrivés, chassant le pallar et tuant quatre personnes.
Le 17 septembre, la police a ouvert le feu sur des cadres du Forward Bloc dans le village de Keeranthai. Cinq des personnes tuées étaient des Thevars et un était un Devendrakula Velalar. Le 18 septembre, des maisons de Devendrakula Velalar ont été incendiées à Thandikudi. Le 19 septembre, des centaines de maisons, appartenant à la fois à Thevars et à Devendrakula Velalar, ont été incendiées dans les villages de Piramanur, Vadi, Tiruppuvanam, Nallur et Tiruppachatti. Le lendemain, la police a ouvert le feu sur une foule de Thevar, mais sans faire de victimes.
Le 20 septembre, des coups de feu de la police ont tué cinq thevars, quatre à Uluthumadi et un à Malavavanenthall. À Veerambal, Kallar et Maravar ont pris d'assaut une église où un groupe de Devendrakula Velalar s'était réfugié. Deux Devendrakula Velalar ont été tués et 32 autres ont été blessés. Le 21 septembre, d'autres affrontements ont eu lieu, mais à partir du lendemain, aucun incident n'a été signalé.
Les 28 et 29 septembre 1957, la CRC a tenu une conférence d'État et s'est reconstituée en Congrès national démocratique indien. U. Muthuralinga Thevar, l'un des orateurs inauguraux de l'événement, a été arrêté juste après avoir prononcé son discours. Plus tard, un tribunal de Pudukottai a acquitté Thevar de toutes les charges. Le juge qui a traité l'affaire a qualifié Muthuramalinga de "sosie de Vallalar "